# テラスの陽気な集い
『テラスの陽気な集い』（テラスのようきなつどい、蘭: Vrolijk gezelschap op een terras、英: Merry Company on a Terrace）、または『テラスの浮かれ騒ぎ』（テラスのうかれさわぎ）は、17世紀オランダ黄金時代の画家ヤン・ステーンがキャンバス上に油彩で制作した絵画である。ステーンは1670年に父を亡くした後、ライデンの実家に移り住み、1674年にライデンの画家組合長になったが、この絵画は当時の1673-1675年ごろに描かれた。作品は1958年以来、ニューヨークのメトロポリタン美術館に所蔵されている。

## 作品
ステーンの絵画はしばしば「放縦な」と形容されるが、本作にもそれがあてはまる。構図は水平の軸に沿って巧妙に構築されているものの、わざと乱雑な印象を与えるように描かれているのである。場面は鳥かごが吊るされたあずまやに設定されており、上部右側にはブドウの枝をナイフで切り取ろうとしている少年が見える。あずまやの中では、人々が食べかけのハムの大皿が載ったテーブルを取り囲んでいる。座っている者、立っている者、酒を飲み交わしたり料理を取り分けたりしている者などが見える。この絵画は人物たちの衣服を折衷式な様式で描いており、女性たちは17世紀当時の衣服を纏っているが、男性は垂れ襞がつき、袖にスリットの入った古風な上着とコンメディア・デッラルテを彷彿とさせる風変わりな帽子を着用している。
庭には古代風の建築物や装飾物があり、右側では身なりのよい若者が台座の上に座ってシターンを奏でている。左端にいて、エプロン姿でワインの壺を持つ酔っぱらった人物は、宿屋の主人として表されているステーンの自画像である。明るい水色の衣装を身に着けた女主人はステーンの2番目の妻マリアがモデルになったと思われる。彼女は少し大きめに描かれており、その仕草と表情で鑑賞者の注意を引き付けているばかりではく、紐が緩んだ上着とバラのついたコサージュは鑑賞者の視線を彼女の胸元へといざなう。さらに彼女はエプロンを持ち上げ、開いた足を見せている。主人のジョッキと女主人のグラスは性を暗示している。また、シターンを弾いている若者は、その楽器の形により音楽以外の申し出をしていることが示唆されている。つまり、主要な登場人物と彼らの持ち物はすべて性的な暗示が込められているのである。
着飾った残酷そうな顔つきの男の子は、行儀作法のよい姿で描かれたこの時代の子供の肖像画とは正反対である。また、当時、犬は従順な態度で描かれることが多かったが、ここでは機嫌が悪い。男の子の規律のなさは、周囲の大人たちの行動についての反映と解することもできるかもしれない。男の子の左側にある、くつわをつけた馬 (玩具) と鞭は一般に禁酒の象徴とされる。